# Ържаново (община Струга)
 Тази статия е за стружкото село.  За тиквешкото вижте Ържаново (община Кавадарци).  
Ържаново (в литературата по-често срещано като Ържано или Ѫржано, на македонска литературна норма: 'Ржаново) е село в Северна Македония, в община Струга.

## География
Селото е разположено в областта Малесия, в западните поли на планината Караорман.

## История
В XIX век Ържаново е българско село в Охридска каза на Османската империя. В „Етнография на вилаетите Адрианопол, Монастир и Салоника“, издадена в Константинопол в 1878 година и отразяваща статистиката на населението от 1873 година, Ържане (Aryané) е посочено като село с 40 домакинства, като жителите му са 108 българи.
На Етнографската карта на Битолския вилает на Картографския институт в София от 1901 година Ържино (Ъразяни)  е чисто българско село в Охридската каза на Битолския санджак с 39 къщи.
Според статистиката на Васил Кънчов („Македония. Етнография и статистика“) в 1900 година Ържано има 360 жители българи християни.
Цялото християнско население на селото е под върховенството на Българската екзархия. По данни на секретаря на екзархията Димитър Мишев („La Macédoine et sa Population Chrétienne“) в 1905 година в Ържано има 360 българи екзархисти и функционира българско училище.
Според преброяването от 2002 година селото е без жители.
Църквата в селото е „Света Неделя“, изписана от майстори от Гари.

## Личности
Родени в Ържаново
- Ламбе Марков (Lambe Markoff) (1883 – 1955), български емигрантски деец, основател и първи президент на Българския македонски национален образователен и културен център в Уест Хомстед, Пенсилвания[8]
- Миладин Арански, български революционер, деец на ВМОРО, роден в село Аран, Охридско, което може би е Ържано или Орман[9]
- Петър Новев, български революционер и емигрантски деец
- Трайко Постоловски (1936 – 2017), югославски офицер, генерал-майор от ЮНА, генерал-лейтенант от Северна Македония
- Новица Веляновски (1939), северномакедонски историк